# Efectos del comercio internacional sobre el medio ambiente

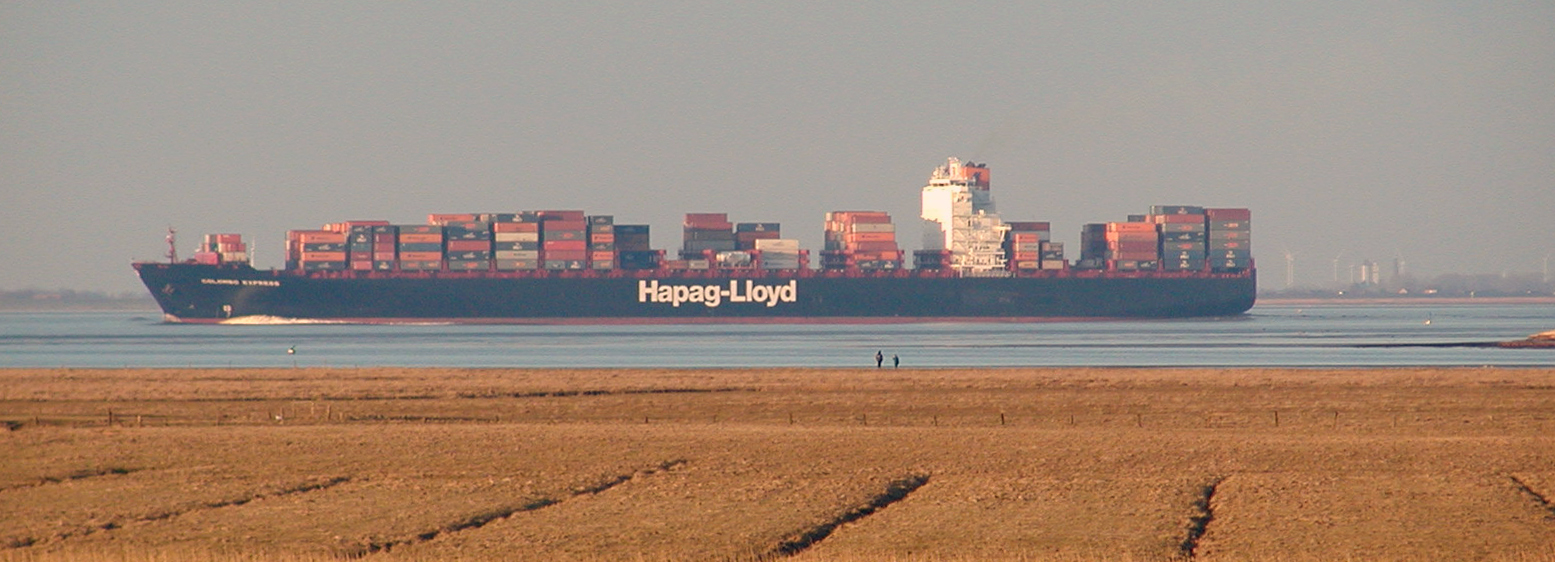
Un carguero comercial llevando contenedores.

Los efectos del comercio internacional sobre el medio ambiente se deben a la expansión rápida y masiva del comercio internacional después de la Segunda Guerra Mundial, impulsado por la liberalización del intercambio y las disminución de los costos de transporte. El volumen del comercio mundial se multiplicó por 27 entre 1950 y 2006, mientras que el PBI mundial no se ha multiplicado más que por ocho. La participación del comercio internacional en el PBI mundial pasó de 5,5% a 20,5%. Sus efectos han sido objeto de nuevas investigaciones a partir de los años 1990, tras las objeciones medioambientales a la creación del Tratado de Libre Comercio de América del Norte
Si bien los economistas están generalmente de acuerdo sobre el carácter benéfico del libre cambio que aumenta el comercio internacional y, por tanto, la producción de riqueza, el saldo neto de los efectos del comercio internacional sobre el medio ambiente todavía no ha sido bien determinado. A los efectos negativos tales como la contaminación directa causada por el transporte, el aumento de la producción (contaminante y generadora de una explotación de la naturaleza) y los problemas de regulación internacional de los contaminantes, se añaden los efectos positivos como pueden ser la transferencia tecnológica propia o incluso la mejor distribución (y, por tanto, preservación) de los recursos naturales.

## Efectos de la liberación de los flujos de mercancías

### Tres efectos contradictorios
Los economistas se han interesado tardíamente en las relaciones entre el comercio internacional y el medio ambiente en la medida en que el impacto del comercio sobre el volumen de riqueza sigue siendo la cuestión principal de las teorías del comercio internacional; sin embargo, en la medida en que el medio ambiente se ha convertido en un argumento para las organizaciones que critican el libre cambio y una justificación para el proteccionismo para ciertos Estados, se han empezado a realizar estudios sobre el tema.
Así, en 1993, Gene Grossman y Alan Krueger han publicado un estudio sobre las consecuencias de la liberación del intercambio en América del Norte en el marco del próximo NAFTA que crearía una zona de libre cambio entre Estados Unidos, Canadá y México en 1994. En este estudio, distinguieron tres efectos principales de la liberalización de los intercambios económicos:
- Un efecto de «composición»: los países se especializan en producir de acuerdo a sus ventajas comparativas, lo que provoca según la teoría del comercio internacional, una mejor utilización de los recursos humanos (trabajo y capital) y naturales. El efecto de composición inducido por la liberalización de los intercambios es, por tanto, favorable para el medio ambiente.
- Un efecto de «escala»: también según la teoría del comercio internacional, el libre cambio permite un crecimiento absoluto de la producción; sin embargo, en el plano medioambiental, el alza de la producción, provocado por la especialización de cada uno en la producción en que sea más eficiente, se revela negativa para la naturaleza.
- Uh efecto «técnico»: Este efecto compensa el efecto de escala. La liberalización permite la generalización a escala planetaria de las técnicas más avanzadas y, generalmente, las menos contaminantes. Además, el incremento de los ingresos propiciado por el aumento de la producción tiene por efecto la sensibilización de los habitantes frente al medio ambiente.

Este marco de análisis ha sido retomado por estudios posteriores sobre el comercio y el medio ambiente. El impacto medioambiental neto de la liberalización del comercio no se deduce por sí mismo, sino que depende de una evaluación caso por caso de la importancia relativa tomada por cada uno de estos tres efectos.

### Impactos del crecimiento relacionado con el libre cambio
El crecimiento económico inducido por la liberalización del comercio tiene dos efectos contradictorios. Una minoría de altermundistas concluye que los efectos negativos son mayores que los positivos, por lo que propone un «decrecimiento»; sin embargo, para la mayoría de economistas, el aumento de la producción también permite:
- enriquecer a los ciudadanos y a las empresas que se vuelven, por tanto, más preocupados por el medio ambiente, considerado como un bien superior. De hecho las reglamentaciones medioambientales son más duras en los países ricos democráticos;
- crear ingresos adicionales susceptibles de ser asignados a la protección del medio ambiente;
- descubrir nuevas tecnológicas que permitan un mejor uso de los recursos naturales, lo que tendería a limitar el aumento de la contaminación e incluso a disminuirla.

La «curva de Kuznets»
Este fenómeno controvertido ha sido constatado en los países ricos, aunque también en ciertos países en vías de desarrollo como China. La curva en U invertida representa la contaminación local en las coordenadas y el ingreso per cápita en las abscisas.

Sobre la base de estas hipótesis, ciertos economistas, como Grossman y Krueger, y ciertos políticos sostienen que el crecimiento es perjudicial para el medio ambiente hasta que alcanza cierto nivel de ingreso per cápita y que más allá, los efectos favorables para el medio ambiente empiezan a predominar. Esta evolución es resumida en la curva de Kuznets. Por ejemplo, los tubos de escape de los automóviles son globalmente menos contaminantes en las megaciudades de los países ricos que en los países del Tercer Mundo.

### Ejemplos del impacto medioambiental de los flujos de mercancías

#### Contaminación de los mares
La contaminación de los mares se ve agravada por el sentimiento de impunidad de los barcos de transporte que practican la limpieza ilegal en el mar, evitando pagar los impuestos de limpieza que son elevados.
El transporte de materias peligrosas, especialmente de petróleo, ha producido catástrofes que degradan la naturaleza.
Las modificaciones medioambientales provocan desapariciones de especies marinas.